# Adina Anton
Adina Anton (* 6. Oktober 1984 in Pitești) ist eine ehemalige rumänische Leichtathletin, die sich auf den Weitsprung spezialisiert hat.

## Sportliche Laufbahn
Ihren ersten internationalen Wettkampf bestritt Adina Anton beim Europäischen Olympischen Jugendfestival 2001 in Murcia, bei dem sie mit einer Weite von 6,05 m die Bronzemedaille gewann. Im Jahr darauf siegte sie mit 6,46 m bei den Juniorenweltmeisterschaften in Kingston und 2003 gewann sie bei den Balkanspielen in Thiva mit 6,34 m die Bronzemedaille hinter der Griechin Despoina Papavasilaki und Antonia Jordanowa aus Bulgarien. Anschließend gewann sie bei den Junioreneuropameisterschaften in Tampere mit 6,46 m die Silbermedaille, ehe sie bei den Weltmeisterschaften nahe Paris mit 6,09 m in der Qualifikationsrunde ausschied. Im Jahr darauf belegte sie bei den Hallenweltmeisterschaften in Budapest mit 6,43 m den achten Platz und im Juli siegte sie mit 6,64 m bei den Balkanspielen in Istanbul. Daraufhin nahm sie an den Olympischen Sommerspielen in Athen teil und schied dort mit 6,47 m in der Qualifikationsrunde aus. 2005 gewann sie bei den Halleneuropameisterschaften in Madrid mit 6,59 m die Bronzemedaille hinter der Portugiesin Naide Gomes und Styliani Pilatou aus Griechenland. Im Juli sicherte sie sich bei den U23-Europameisterschaften in Erfurt mit 6,55 m die Bronzemedaille hinter der Schwedin Carolina Klüft und Julija Sinowjewa aus Russland, ehe sie bei den Weltmeisterschaften in Helsinki mit 6,25 m den Finaleinzug verpasste. Daraufhin wurde sie bei der Sommer-Universiade in Izmir mit 6,43 m Vierte. Im Jahr darauf gewann sie bei den Balkan-Hallenmeisterschaften in Peania mit 6,47 m die Silbermedaille hinter der Griechin Styliani Pilatou und schied anschließend bei den Hallenweltmeisterschaften in Moskau mit 6,37 m in der Vorrunde aus. Im August klassierte sie sich bei den Europameisterschaften in Göteborg mit 6,54 m auf dem fünften Platz und 2007 siegte sie mit 6,39 m bei den Balkan-Hallenmeisterschaften in Piräus. Anschließend gelangte sie bei den Halleneuropameisterschaften in Birmingham mit 6,48 m auf dem zehnten Platz. Im selben Jahr beendete sie dann ihre aktive sportliche Karriere im Alter von 23 Jahren.
In den Jahren von 2004 bis 2006 wurde Anton rumänische Meisterin im Weitsprung im Freien sowie 2003, 2004 und 2006 auch in der Halle.